# Operación Falconer
La Operación Falconer fue una operación militar llevada a cabo en conjunto entre las Fuerzas Armadas de Estados Unidos, Australia y España, los objetivos de la operación fueron de suministrar fuerzas y apoyo naval, terrestre y aéreo para la invasión y el llevar a cabo las labores de limpieza de minas en el territorio iraquí a principios del conflicto armado conocido como la Invasión de Irak de 2003.

## Desarrollo de la Operación
La Fuerza de Defensa de Australia participó activamente en la campaña militar liderada por EE. UU. e iniciada en 2003 con la finalidad de poner fin al régimen de Sadam Hussein, mediante la aportación de dos fragatas (HMAS Anzac y HMAS Darwin), un buque de transporte de tropas (HMAS Kanimbla) con 350 efectivos del ejército australiano, el CDT 3 el cual se dedicó a labores de limpieza de minas junto a fuerzas de otros países (entre ellos España), 500 miembros del SOCOMD (SASR y 4RAR) y un escuadrón de F-18. Este despliegue recibió el nombre de Operation Falconer y finalizó en 2003.